# Мартьянов, Андрей Леонидович
Андрей Леонидович Мартьянов (3 сентября 1973, Ленинград — 30 октября 2022, Санкт-Петербург) — русский писатель, блогер, переводчик фантастических и исторических произведений. Основные жанры — исторические романы, фэнтези, фантастика.

## Биография
Родился 3 сентября 1973 года в Ленинграде. В 1990-х годах работал фельдшером на скорой помощи и в госпитале МЧС.
Активный участник ролевого движения России. Создал серию ролевых игр «Волки Одина» (1998—2008), посвящённых славяно-скандинавской истории.
Являлся одним из организаторов акции «Автобус Победы». К проблеме авторских прав относился скептически, обычно публикуя свои новые романы в ЖЖ для всеобщего доступа.
Являлся главным редактором издательства «Acta diurna», соавтор книг «После Рима. Книга первая. Anno Domini 192–430» и «После Рима. Книга вторая. Anno Domini 430-800».
Умер в ночь на 30 октября 2022 года в Санкт-Петербурге на 50-м году жизни от сердечного приступа, об этом сообщил писатель Александр Пелевин в своём Telegram-канале.

## Олаф Бьорн Локнит (псевдоним)
Значительной частью литературной деятельности А. Мартьянова стала работа с издательством «Северо-Запад пресс», где он официально был переводчиком романов новозеландского автора Олафа Б. Локнита, являющихся вольным продолжением книг о «Конане-варваре». В действительности О. Б. Локнит — это псевдоним самого Мартьянова. Данный факт долгое время не был официально подтверждён. Так, в интервью, данном писателем в 2007 году, на вопрос об иностранном псевдониме он ответил:

Это мое самое большое проклятие и самая большая любовь за последние шесть лет (а издаваться я начал с 22 лет). Но по договору с издателем я обязан блюсти тайну псевдонима и раскрывать его не вправе. Скажу лишь, что под «импортным» именем я написал уже тридцать с лишним романов и повестей, которые пользуются стабильным спросом. Это одновременно и коммерция — кушать-то хочется! — и удовольствие, поскольку данный фантастический мир очень хорошо проработан и всех тамошних персонажей я знаю как облупленных — считайте, почти родные братья и сестры.
Однако в интервью 2011 года журналу «Мир фантастики» Мартьянов в ответ на аналогичный вопрос раскрыл «тайну» своего первого псевдонима.
Под псевдонимом Олаф Локнит было издано множество книг тиражом около 10 000 экз. каждая. Некоторые из этих книг написаны в соавторстве с Мариной Кижиной. Примером может служить дилогия «Полуночная гроза».
Публиковался также под псевдонимами Атли Гуннарссон, Керк Монро, Гунтер Райхерт.
Написаны книги о Конане:
- Конан и камень желаний
- Конан и лик зверя
- Конан и месть Бела
- Конан и раб Талисмана
- Конан и ритуал Луны
- Конан и сокровища Тарантии
- Конан и тайна песков
- Конан и убийцы чудовищ
- Конан и чёрное солнце
- Конан и честь империи

## Романы и рассказы Андрея Мартьянова
Под собственным именем Мартьянов дебютировал как автор фэнтези-романа «Звезда Запада», сюжет которого автор описал как «история о том, как норвежские викинги плавали в Канаду в начале 9-го века». Книга была названа на Зилантконе в 1997 году лучшим произведением года и отмечена премией «Большой Зилант». В издании 2005 г. под названием «Наследник Элендила» была переиздана исправленная версия первой из 2-х частей романа (которая в первом издании называется «Боги Мидгарда»). Затем роман «Звезда Запада» был переиздан «Лениздатом» в окончательном авторском варианте.
В течение 1998—2000 годов в соавторстве с Мариной Кижиной А. Мартьянов написал романы цикла «Вестники Времен» (четыре книги) и «Танец с хаосом». Финальные романы цикла «Вестники Времен» (изданные под именем А. Мартьянова) «Большая охота» и «Время вестников» были написаны М. Кижиной. В 2006 году в Живом Журнале Алексей Афонин заявил что вместе со своей женой Мариной Смелянской, также являлись соавторами цикла и обвинил Мартьянова в нарушении своих авторских прав.
С середины 2000-х годов активно сотрудничал с издательством «Лениздат», где выпущены романы «След Фафнира», «Мировой кризис», цикл «Войти в бездну» (пять романов), цикл «Наследник» (три романа), «Беовульф», «Белая акула» и т. д.
Цикл «След Фафнира» состоит из двух романов: «След Фафнира» и «Мировой кризис». Начав с исторической фантастики, А. Мартьянов перешёл к альтернативной истории — переломной точкой романа стала катастрофа «Титаника» в 1912 году. «Титаник» не затонул, герои, нашедшие легендарный Клад Нибелунгов, привели историю Европы начала XX к неожиданному повороту. Серия получила благожелательный отзыв в журнале «Мир фантастики».
Цикл А. Мартьянова «Войти в бездну» из пяти романов («Войти в бездну», «Конкистадоры Гермеса», «Стоя на краю», «Бич Божий», «Иная тень») является классической «космической оперой». Фантастический роман о далеком будущем — XXIV век, когда человечество вышло в далекий космос, но не сумело противостоять страшной угрозе — блуждающей нейтронной звезде, проходящей через Солнечную систему. Серия «Войти в бездну» является романом-катастрофой с оптимистичным окончанием, как и большинство «космических опер». Поскольку автор не возражает против свободной скачки его текстов из интернета, прочесть их можно на библиотеке Альдебаран.
А. Мартьянов переложил на русский язык и беллетризировал классический древнегерманский эпос «Беовульф». Книга была издана отдельным романом с аналогичным названием — «Беовульф». Книга доступна в свободном прочтении в интернете.